# 小斑熊虫科
小斑熊虫科（学名：Milnesiidae）为离爪目的一个科。

## 下级分类
本科包括以下属：
- Bergtrollus Dastych, 2011
- Limmenius Horning, Schuster & Grigarick, 1978
- Milnesioides Claxton, 1999
- 小斑熊虫属 Milnesium Doyère, 1840